# ケネス・カーペンター (陸上選手)
ケネス・カーペンター（William Kenneth "Ken" Carpenter、1913年4月19日 - 1984年3月15日）は、アメリカ合衆国の陸上競技選手、教育者である。1936年に開催されたベルリンオリンピックの円盤投で金メダルを獲得した。

## 経歴
生地にあるコンプトン・ハイスクールで陸上競技選手として活躍した後、南カリフォルニア大学に進学した。大学在学中の1935年に、AAU、NCAA、そしてIC4A主催競技会の円盤投種目で優勝し、1936年にもAAUとNCAAの競技会で優勝した。同年のベルリンオリンピックのアメリカ合衆国代表最終選考では、ゴードン・ダンに敗れて2位となったが、代表の座を獲得した。
ベルリンオリンピックの円盤投は、31人の選手が出場して8月5日に実施された。事前の予想では、スウェーデン代表のハラルド・アンデション とドイツ代表のヴィリー・シュレーダーが金メダルの有力候補だった。しかし、アンデションは予選で自らの記録53メートル02センチに遠く及ばない38メートル50センチの投てきしかできず、決勝に進めなかった。
同日の決勝には、31選手のうち予選で44メートルの投てきに成功した13選手が勝ち残った。選手たちは3回の試技を行い、上位6選手が次の試技3回に進んだ。カーペンターは5投目で当時のオリンピック記録を更新する50メートル48センチの投てきに成功し、ダンやシュレーダーなどを抑えて金メダルを獲得した。
ベルリンオリンピックでのカーペンターの映像は、レニ・リーフェンシュタール監督の映画『オリンピア』に記録されている。1936年から1940年にかけて円盤投のアメリカ合衆国記録を保持していた。大学卒業後は海軍軍属となり、除隊後はカレッジ・オブ・ザ・セコイアズやコンプトン・コミュニティ・カレッジで教師を務めるかたわら、33年間にわたって陸上競技のコーチを務めた。その後、1984年に死去している。